# فرودگاه شهری میدلتن
فرودگاه شهری میدلتن (به انگلیسی: Middleton Municipal Airport) (به زبان بومی: Morey Field Airport) یک فرودگاه همگانی بهره‌برداری هوایی است که یک باند فرود آسفالت دارد و طول باند آن ۱۲۱۹ متر است. این فرودگاه در شهر میدلتون، ویسکانسین کشور ایالات متحده آمریکا قرار دارد و در ارتفاع ۲۸۲ متری از سطح دریا واقع شده‌است.